# Los Palomos (película)
Los Palomos es una película española de humor negro de 1964 dirigida por Fernando Fernán Gómez y protagonizada por José Luis López Vázquez y Gracita Morales y basada en la obra homónima de Alfonso Paso. La película trata las desventuras de Emilio Palomos y su mujer, Virtudes, que son invitados a cenar por su jefe, el cual les propone jugar a crear un "crimen perfecto", juego que se complicará más de lo esperado.

## Argumento
En una noche de una tremenda nevada, Emilio Palomos (José Luis López Vázquez) y su mujer Virtudes (Gracita Morales) son invitados a una cena en casa de la familia de su jefe (compuesta por él mismo, su mujer y su anciana tía). El matrimonio acude ilusionado pensando que esta puede ser la llave para su futuro ascenso en la empresa. En la casa el jefe les propone jugar a escenificar un "crimen perfecto" fuera de su vista para ver si ellos son capaces de resolverlo. Primero les toca al matrimonio Palomos, para lo cual Virtudes se disfraza con unos dientes postizos y unos ojos saltones que encuentra en la casa con el fin de "provocar un infarto" a su marido (cosa que casi hace de verdad). Solo la tía logra averiguar en qué consiste el plan. Seguidamente, el jefe propone que realicen otro juego con su tía como víctima para ver si su mujer es capaz de resolverlo. El plan, concebido por el jefe, es estrangular a la tía con un collar para que parezca que ha sido un accidente al engancharse éste al sillón. Durante la preparación de estos falsos asesinatos aparece un hombre, Eugenio (Manuel Alexandre), que necesita usar el teléfono (lo que no logra pues no funciona la línea) y queda comprensiblemente desconcertado por el asunto al desconocer que se trata de un juego. Los Palomos le explican la situación y, relajado, les ayuda a preparar el "asesinato" antes de irse. El jefe y su mujer entran en la habitación y tras examinar a la tía, afirman que está muerta de verdad. Los Palomos salen de la casa huyendo.
En la casa, el jefe de Palomos está enfadado porque su plan no ha salido como esperaba. En realidad, él había matado a su tía una hora antes y la mujer que estaba en la cena era una hermana idéntica de dudosa reputación que había estado en Filipinas hasta hace poco. Todos estaban conchabados para intentar que el matrimonio Palomos cargara con el crimen.
Los Palomos reflexionan y deciden que es mejor regresar a la casa y aceptar la culpa en el homicidio que creen haber cometido. Entran por la ventana y ven el cadáver y a la falsa tía paseando por la casa. Asustados, huyen a otra habitación. Mientras tanto el jefe lleva el cadáver a otro sitio. Finalmente, acaban encontrándose de frente al matrimonio y a la falsa tía, por lo que el jefe tiene que improvisar y hacerles creer que ha sido todo una sugestión producida por el miedo. Escamados, los Palomos salen de la casa pero regresan a espiar y ven al jefe cavando un hoyo para su tía, lo que les hace comprender lo sucedido (mientras tanto su mujer y falsa tía han huido). Los Palomos se meten en la casa para telefonear a la policía, pero justo después de hacerlo el jefe los ve y trata de matar a Emilio Palomos con un pico, pero resbala con el hielo y se mata a él mismo. Emilio Palomos decide enterrar a su jefe antes de que vaya la policía y Virtudes se queda en la casa con el cadáver de la tía (con la ayuda de Eugenio, que había vuelto a la casa porque se había dejado el abrigo). Cuando llega la policía Virtudes esconde el cadáver en el sofá. Virtudes intenta convencer al policía de que no ocurre nada con mentiras absurdas que se desploman cuando regresa su marido y contradice inadvertidamente lo dicho por ella. Además, un taxista que estaba allí ve a Emilio arrojando el cadáver y se presenta en la casa contándolo todo. El matrimonio cuenta la verdad a la policía. Justo en ese momento llama la mujer del jefe y coge el teléfono Emilio, haciéndose pasar por su jefe y pidiéndole que regrese a la casa. Virtudes le pide al policía que les deje probar la veracidad de su historia. Virtudes se viste con el mismo disfraz horrible que había usado para el primer juego de asesinato, por lo que la mujer, al verla cree que es el fantasma de la tía y, horrorizada, pide perdón y lo confiesa todo a oídos del policía escondido.
El policía arrestra a la mujer, se lleva los cadáveres y pide a los Palomos que esperen en la casa. La falsa tía, que también ha regresado borracha a la casa y no se ha enterado de la detención, se sienta en el sofá y Los Palomos, al verla, creyendo que es otra vez el cadáver, salen huyendo.

## Producción y rodaje
La película se realizó con el fin de rentabilizar el éxito teatral de la obra de Alfonso Paso, que llegó a las 250 representaciones en el Teatro de la Comedia de Madrid. Los diálogos estaban pensados para explotar la comicidad de José Luis López Vázquez y Gracita Morales. Con respecto a la obra, hay pocos cambios, principalmente el añadido de escenas de exteriores.

## Recepción y crítica
Carlos Aguilar en su Guía del cine español dice que es "una de las obras más endebles, aunque con todo no desdeñable, de su autor". Fernán Gómez aceptó el proyecto sin mucho entusiasmo y por razones alimenticias y más tarde calificaría todas las películas que realizó de 1964 a 1969 como de "etapa de frustración". En cualquier caso la película tuvo buena acogida de público, lo que motivó que se le encargara a Fernán Gómez otra adaptación teatral, la de Ninette y un señor de Murcia.